# Bäretswil

Photo aérienne prise à 400 m par Walter Mittelholzer (1922).

Bäretswil est une commune suisse du canton de Zurich.

## Personnalités de la commune
Bäretswil est la ville natale du photographe Peter Knapp et de l'entrepreneur Adolf Guyer-Zeller (au hameau de Neuthal).